# American Idol
American Idol (em português Ídolo Americano) é um programa de calouros que teve sua primeira temporada em junho de 2002. American Idol, exibido originalmente pela rede de televisão FOX nos EUA, foi transmitido pelo canal Sony Entertainment Television no Brasil e pelo canal Fox Life em Portugal. Foi criado por Simon Fuller (empresário das Spice Girls e do S Club 7) e desenvolvido por Simon Jones da Thames Television. Foi produzido pela FremantleMedia e a 19TV. Os diretores foram Bruce Gowers (diretor do clipe "Bohemian Rhapsody" do Queen), Nygel Lythgoe (um dos juízes do programa americano So You Think You Can Dance), Simon Fuller (criador) e Ken Warwick (Gladiador e Grudge Match).
A Fox, emissora que transmite o programa, anunciou que o American Idol seria exibido pela última vez em 2016. A data de estreia da temporada final foi marcada para quarta-feira, dia 6 de janeiro. Em 2018, o programa retornou.

## Sumário
Legenda:
     Gênero masculino
     Gênero feminino
| Temporada | Ano  | Vencedor(a)      | Vice                 | 3.º lugar          |
| --------- | ---- | ---------------- | -------------------- | ------------------ |
| 1         | 2002 | Kelly Clarkson   | Justin Guarini       | Nikki McKibbin     |
| 2         | 2003 | Ruben Studdard   | Clay Aiken           | Kimberley Locke    |
| 3         | 2004 | Fantasia Barrino | Diana DeGarmo        | Jasmine Trias      |
| 4         | 2005 | Carrie Underwood | Bo Bice              | Vonzell Solomon    |
| 5         | 2006 | Taylor Hicks     | Katharine McPhee     | Elliott Yamin      |
| 6         | 2007 | Jordin Sparks    | Blake Lewis          | Melinda Doolittle  |
| 7         | 2008 | David Cook       | David Archuleta      | Syesha Mercado     |
| 8         | 2009 | Kris Allen       | Adam Lambert         | Danny Gokey        |
| 9         | 2010 | Lee DeWyze       | Crystal Bowersox     | Casey James        |
| 10        | 2011 | Scotty McCreery  | Lauren Alaina        | Haley Reinhart     |
| 11        | 2012 | Phillip Phillips | Jessica Sanchez      | Joshua Ledet       |
| 12        | 2013 | Candice Glover   | Kree Harrison        | Angie Miller       |
| 13        | 2014 | Caleb Johnson    | Jena Irene           | Alex Preston       |
| 14        | 2015 | Nick Fradiani    | Clark Beckham        | Jax                |
| 15        | 2016 | Trent Harmon     | La'Porsha Renae      | Dalton Rapattoni   |
| 16        | 2018 | Maddie Poppe     | Caleb Lee Hutchinson | Gabby Barrett      |
| 17        | 2019 | Laine Hardy      | Alejandro Aranda     | Madison VanDenburg |
| 18        | 2020 | Just Sam         | Arthur Gunn          | Dillon James       |
| 19        | 2021 | Chayce Beckham   | Willie Spence        | Grace Kinstler     |
| 20        | 2022 | Noah Thompson    | HunterGirl           | Leah Marlene       |
| 21        | 2023 | Iam Tongi        | Megan Danielle       | Colin Stough       |
| 22        | 2024 | Abi Carter       | Will Moseley         | Jack Blocker       |

## Sinopse das temporadas

### Primeira temporada
O programa chegou com muitas surpresas e conquistou o público desde o primeiro episódio. Kelly Clarkson, a primeira colocada, foi muito ovacionada e faz muito sucesso, sendo a vencedora mais bem sucedida no mundo e a 2ª nos Estados Unidos, atrás apenas de Carrie Underwood, vencedora da 4ª temporada. Seus CDs já passam da marca dos 18 milhões de cópias vendidas no mundo e 10 milhões nos Estados Unidos. É sem dúvidas um dos maiores talentos que já passou pelo programa.
Além disso, Kelly ganhou em 2006 dois Grammy Award, na Categoria "Melhor Performance Feminina de Pop" por Since U Been Gone, e também na categoria "Melhor Álbum Vocal De Pop, pelo seu mais bem sucedido álbum Breakaway.
Tabela de menos votados
| Data          | Três menos votados      | Três menos votados | Três menos votados  |
| 17 de Julho   | EJay Day                | Jim Verraros       | Nikki McKibbin      |
| 24 de Julho   | A.J. Gil                | Ryan Starr         | Christina Christian |
| 31 de Julho   | Ryan Starr (2)          | Justin Guarini     | Nikki McKibbin (2)  |
| 7 de Agosto   | Christina Christian (2) | RJ Helton          | Nikki McKibbin (3)  |
|               | Dois menos votados      |                    |                     |
| 14 de Agosto  | RJ Helton (2)           | Nikki McKibbin (4) |                     |
| 21 de Agosto  | Tamyra Gray             | Nikki McKibbin (5) |                     |
|               | Três finalistas         |                    |                     |
| 28 de Agosto  | Nikki McKibbin (6)      |                    |                     |
| 4 de Setembro | Justin Guarini (2)      | Kelly Clarkson     |                     |

### Segunda temporada
Ruben Studdard foi o vencedor e Clay Aiken ficou em segundo lugar. De 24 milhões de votos computados, foi dito que Studdard terminou com 130 mil votos a mais do que Aiken. A controvérsia reinou quando a semifinalista Frenchie Davis foi expulsa do programa por terem sido achadas fotos dela nua na internet. Em 2003, o competidor Corey Clark, que saiu do programa devido problemas com a polícia, alegou que estava tendo relações sexuais com a jurada Paula Abdul. Uma investigação não descobriu nada que confirmasse o fato e Paula continuou como jurada.
Tabela de menos votados
| Data        | Três menos votados           | Três menos votados    | Três menos votados  |
| 11 de Março | Vanessa Olivarez             | Julia DeMato          | Kimberley Locke     |
| 18 de Março | Charles Grigsby              | Corey Clark           | Julia DeMato (2)    |
| 25 de Março | Julia DeMato (3)             | Kimberly Caldwell     | Rickey Smith        |
|             | Corey Clark (desqualificado) |                       |                     |
| 1º de Abril | Carmen Rasmusen              | Trenyce               | Kimberley Locke (2) |
| 8 de Abril  | Rickey Smith (2)             | Kimberly Caldwell (2) | Kimberley Locke (3) |
| 15 de Abril | Kimberly Caldwell (3)        | Carmen Rasmusen (2)   | Trenyce (2)         |
| 22 de Abril | Carmen Rasmusen (3)          | Joshua Gracin         | Trenyce (3)         |
|             | Dois menos votados           |                       |                     |
| 29 de Abril | Trenyce (4)                  | Ruben Studdard        |                     |
| 6 de Maio   | Joshua Gracin (2)            | Kimberley Locke (4)   |                     |
|             | Três finalistas              |                       |                     |
| 13 de Maio  | Kimberley Locke (5)          |                       |                     |
| 21 de Maio  | Clay Aiken                   | Ruben Studdard        |                     |

### Terceira temporada
A terceira edição do American Idol estreou em 19 de janeiro de 2004. Após uma votação nacional de mais de 65 milhões de votos no total, Fantasia Barrino venceu e Diana DeGarmo ficou em segundo. Fantasia teve a honra de ser a primeira artista feminina a estrear seu primeiro single na primeira posição do Billboard Hot 100 (lista dos mais vendidos e tocados nas rádios nos EUA). Após o programa, Jennifer Hudson estrelou o filme Dreamgirls ao lado de Beyoncé Knowles, Eddie Murphy, James Fox e Anika Noni Rose. O filme lhe rendeu o Oscar de melhor atriz coadjuvante. Ela tambérm foi agraciada com um Globo de Ouro, um BAFTA e inúmeros outros prêmios internacionais. Também ganhou um Grammy em 2009 por melhor álbum categoria R&B.
Tabela de menos votados
| Data        | Três menos votados  | Três menos votados   | Três menos votados |
| 17 de Março | Leah LaBelle        | Jennifer Hudson      | Amy Adams          |
| 24 de Março | Matthew Rogers      | Camile Velasco       | Diana DeGarmo      |
| 31 de Março | Amy Adams (2)       | Jennifer Hudson (2)  | LaToya London      |
| 7 de Abril  | Camile Velasco (2)  | Jasmine Trias        | Diana DeGarmo (2)  |
| 15 de Abril | Jon Peter Lewis     | John Stevens         | Diana DeGarmo (3)  |
| 21 de Abril | Jennifer Hudson (3) | Fantasia Barrino     | LaToya London (2)  |
| 28 de Abril | John Stevens (2)    | George Huff          | Jasmine Trias (2)  |
|             | Dois menos votados  |                      |                    |
| 5 de Maio   | George Huff (2)     | Jasmine Trias (3)    |                    |
| 12 de Maio  | LaToya London (3)   | Fantasia Barrino (2) |                    |
|             | Três finalistas     |                      |                    |
| 19 de Maio  | Jasmine Trias (4)   |                      |                    |
| 26 de Maio  | Diana DeGarmo (4)   | Fantasia Barrino     |                    |

### Quarta temporada
A quarta temporada do American Idol estreou em 18 de janeiro de 2005 nos Estados Unidos. As audições foram feitas em Washington, St. Louis, Nova Orleans, Las Vegas, Cleveland, Orlando, Anchorage e São Francisco. As audições tomaram parte de agosto a outubro de 2004. Enquanto nas temporadas passadas juízes convidados eram chamados para participar durante a competição, esta foi a primeira edição em que foram convidados também para as audições.
Esta temporada também viu novas regras implementadas no concurso. Ao invés de serem divididos em grupos durante as semifinais, todo os semifinalistas apresentavam-se e os dois homens e as duas mulheres menos votados eram eliminados, até restarem apenas 12 participantes, quando a competição prosseguia normalmente. A final foi ao ar em 24 de maio nos EUA.
Bo Bice e Constantine Maroulis, ambos considerados "roqueiros", vieram com um estilo antes inexplorado pelo programa. Porém a cantora country Carrie Underwood venceu essa temporada e lançou, em 15 de novembro de 2005, seu primeiro álbum Some Hearts, que já estreou como o álbum mais vendido nas listas da Billboard. Numa entrevista posterior, foi revelado por um dos produtores que Carrie Underwood foi a mais votada durante todas as semanas do programa. Carrie Underwood é, hoje em dia, a vencedora Mais Bem Sucedida nos Estados Unidos, com 12,3 milhões de álbuns e 18,5 milhões de singles vendidos em solo americano e, ainda, com $66 milhões arrecados em turnês, com seus CDs sempre vendendo muito no cenário musical. No mundo, ela é a segunda Mais Bem Sucedida, com cerca de 15 milhões de álbuns vendidos. Ela também já venceu 5 Grammy (A Idol mais premiada de todas as edições), sendo que a indicação e vitória de Carrie no Grammy 2007 marcou a primeira vez que um vencedor do American Idol foi indicado e ganhador na categoria "Best New Artist".
Tabela de menos votados
| Data        | Três menos votados   | Três menos votados  | Três menos votados  |
| 16 de Março | Lindsey Cardinale    | Mikalah Gordon      | Jessica Sierra      |
| 23 de Março | Mikalah Gordon (2)   | Nadia Turner        | Anthony Federov     |
| 30 de Março | Jessica Sierra (2)   | Anwar Robinson      | Nadia Turner (2)    |
| 6 de Abril  | Nikko Smith          | Scott Savol         | Vonzell Solomon     |
| 13 de Abril | Nadia Turner (3)     | Bo Bice             | Scott Savol (2)     |
| 20 de Abril | Anwar Robinson (2)   | Anthony Federov (2) | Scott Savol (3)     |
| 27 de Abril | Constantine Maroulis | Anthony Federov (3) | Vonzell Solomon (2) |
|             | Dois menos votados   |                     |                     |
| 4 de Maio   | Scott Savol (4)      | Anthony Federov (4) |                     |
| 11 de Maio  | Anthony Federov (5)  | Vonzell Solomon (3) |                     |
|             | Três finalistas      |                     |                     |
| 18 de Maio  | Vonzell Solomon (4)  |                     |                     |
| 25 de Maio  | Bo Bice (2)          | Carrie Underwood    |                     |

### Quinta temporada
A quinta temporada do programa começou a ser exibida em 17 de janeiro de 2006 nos EUA. Audições foram feitas em Austin, Boston, Chicago, Denver, São Francisco, Las Vegas e Greensboro. Katharine McPhee e Chris Daughtry, que muitos apostavam que disputariam a final, foram os dois menos votados no top 04, com a eliminação de Daughtry. A seguir, no top 3, os três participantes ficaram empatados com 33% dos votos e por décimos atrás, Elliott Yamin foi eliminado. Taylor Hicks e Katharine McPhee disputaram a final, que consagrou Taylor como o vencedor do American Idol. Taylor hoje atua na Broadway, enquanto Katharine prepara seu segundo CD junto a David Foster, Katharine McPhee se destacou no ano de 2012, ao estrelar a série, SMASH, junto com um grande elenco, a série promete ser um sucesso e Katherine brilha no papel principal.
Tabela de menos votados
| Data        | Três menos votados   | Três menos votados   | Três menos votados |
| 15 de Março | Melissa McGhee       | Lisa Tucker          | Ace Young          |
| 22 de Março | Kevin Covais         | Bucky Covington      | Lisa Tucker (2)    |
| 29 de Março | Lisa Tucker (3)      | Katharine McPhee     | Ace Young (2)      |
| 5 de Abril  | Mandisa              | Elliott Yamin        | Paris Bennett      |
| 12 de Abril | Bucky Covington (2)  | Ace Young (3)        | Elliott Yamin (2)  |
| 19 de Abril | Ace Young (4)        | Chris Daughtry       | Paris Bennett (2)  |
|             | Dois menos votados   |                      |                    |
| 26 de Abril | Kellie Pickler       | Paris Bennett (3)    |                    |
| 3 de Maio   | Paris Bennett (4)    | Elliott Yamin (3)    |                    |
| 10 de Maio  | Chris Daughtry (2)   | Katharine McPhee (2) |                    |
|             | Três finalistas      |                      |                    |
| 18 de Maio  | Elliott Yamin (4)    |                      |                    |
| 25 de Maio  | Katharine McPhee (3) | Taylor Hicks         |                    |

### Sexta temporada
A sexta temporada do American Idol contou com os mesmos ingredientes do das outras, com participantes engraçados e desafinados. As mulheres dominaram completamente a temporada, tendo Lakisha Jones, Melinda Doolittle e Jordin Sparks. O programa ganhou um polêmico cantor que ia mal todas as semanas e sempre tinha muitos votos, Sanjaya Malakar. Simon chegou a dizer que se Sanjaya vencesse a competição, ele sairia do programa. No final, Jordin Sparks conquistou a vitória, ganhando de Blake Lewis. Jordin gravou o single "This is My Now". Este ano, o single foi escolhido pelo público, para evitar as injustiças. Sucesso não se traduz em vendas, mas as boas do American Idol com o mercado voltaram com a ganhadora da sexta edição. Jordin Brianna Sparks, nascida no dia 22 de dezembro de 1989, é a ganhadora mais jovem do programa (apenas 16 anos quando venceu). Seu 1° um álbum lançado em 2007, vendeu cerca de 1 milhão e meio de cópias e ganhou um AMA e uma nomeação ao Grammy de melhor álbum pop. Jordin se igualou a Kelly Clarkson e Carrie Underwood nos charts da Billboard. Os singles "Tatoo", "One Step At A Time" e "No Air" (com participação de Chris Brown) figuraram nas 10 músicas mais tocadas das rádios americanas. O segundo álbum da cantora, Battlefield, lançado dia 21 de julho, repetiu a história.
| Data        | Três menos votados  | Três menos votados   | Três menos votados   |
| 14 de Março | Brandon Rogers      | Sanjaya Malakar      | Phil Stacey          |
| 21 de Março | Stephanie Edwards   | Chris Richardson     |                      |
| 28 de Março | Chris Sligh         | Haley Scarnato       | Phil Stacey (2)      |
| 4 de Abril  | Gina Glocksen       | Haley Scarnato (2)   | Phil Stacey (3)      |
| 11 de Abril | Haley Scarnato (3)  | Phil Stacey (4)      | Chris Richardson (2) |
| 18 de Abril | Sanjaya Malakar (2) | LaKisha Jones        | Blake Lewis          |
|             | Dois menos votados  |                      |                      |
| 2 de Maio   | Phil Stacey (5)     | Chris Richardson (3) |                      |
|             | Três finalistas     |                      |                      |
| 9 de Maio   | LaKisha Jones (2)   |                      |                      |
| 16 de Maio  | Melinda Doolittle   |                      |                      |
| 25 de Maio  | Blake Lewis (2)     | Jordin Sparks        |                      |

### Sétima temporada
A sétima temporada de American Idol começou no dia 14 de janeiro de 2008 e acabou no dia 21 de maio de 2008. Certa polêmica foi criada quando fotos do concorrente David Hernandez cairam na rede onde ele aparecia seminu em uma boate gay onde trabalhava como go-go boy. Diferente do que aconteceu com Frenchie Davis na segunda temporada, nenhuma punição foi aplicada a Hernandez pela produção do programa, mas ele foi inesperadamente eliminado na primeira semana das finais. Outra polêmica envolveu os participantes Michael Jonhs, Kristy Lee Cook, Brooke White e Carly Smithson quando foi divulgado que os quatro ja haviam gravado CDs profissionalmente e muitas pessoas afirmavam que apenas cantores amadores deveriam participar do programa. Os quatro participantes foram eliminados um a um depois que essa história veio a público. Foram registrados 97 milhões de votos, o maior número de votos na história do show e David Cook foi anunciado como o vencedor em 21 de maio de 2008 derrotando o concorrente David Archuleta por 12 milhões de votos.
Essa foi a primeira temporada em que tanto o primeiro quanto o segundo colocado não estiveram entre os dois ou três últimos. É também a primeira vez que o vencedor não cantou a canção vencedora durante o restante do show. "The Time of My Life" foi apresentada pela primeira vez no episódio final.
| Data         | Três menos votados  | Três menos votados  | Três menos votados |
| 12 de Março  | David Hernandez     | Kristy Lee Cook     | Syesha Mercado     |
| 19 de Março  | Amanda Overmyer     | Kristy Lee Cook (2) | Carly Smithson     |
| 26 de Março  | Chikezie Eze        | Syesha Mercado (2)  | Jason Castro       |
| 2 de Abril   | Ramiele Malubay     | Kristy Lee Cook (3) | Brooke White       |
| 10 de Abril¹ | Michael Johns       | Carly Smithson (2)  | Syesha Mercado (3) |
| 16 de Abril  | Kristy Lee Cook (4) | Brooke White (2)    | Syesha Mercado (4) |
|              | Dois Menos Votados  |                     |                    |
| 23 de Abril  | Carly Smithson (3)  | Syesha Mercado (5)  |                    |
|              | Os Cinco Últimos    |                     |                    |
| 30 de Abril² | Brooke White (3)    |                     |                    |
| 7 de maio²   | Jason Castro (2)    |                     |                    |
| 14 de maio²  | Syesha Mercado (6)  |                     |                    |
| 21 de maio ² | David Archuleta     | David Cook          |                    |

### Oitava temporada
A oitava temporada de American Idol começou no dia 13 de janeiro e e terminou em 20 de Maio de 2009 coroando como vencedor Kris Allen. O último show de apresentação bateu o recorde de votação com mais de 100 milhões de ligações. Diferentemente das outras temporadas que normalmente começaram suas finais com um top 12, essa temporada começou com um top 13. Usado pela última vez na terceira temporada, o Wild Card (uma espécie de repescagem) voltou esse ano para trazer as finais participantes que não tinham conseguido votos o suficiente para passar, mas que na opinião dos jurados mereciam uma segunda chance. Foram beneficiados pelo Wild Card os participantes Anoop Desai, Matt Giraud, Jasmine Murray e Megan Joy. Pela primeira vez, um deficiente físico chegou nas finais do programa: o deficiente visual Scott MacIntyre. Foi dado aos jurados o poder de salvar alguém da eliminação se caso eles achassem que essa pessoa não merecia ir embora. A "Salvação dos Jurados" podia ser usada apenas uma vez para cada participante até o top 5 e foi usada uma única vez em benefício de Matt Giraud.
| Data         | Dois menos votados  | Dois menos votados |                     |
| 11 de Março¹ | Jasmine Murray      | Jorge Núñez        |                     |
|              | Três menos votados  |                    |                     |
| 18 de Março  | Alexis Grace        | Michael Sarver     | Allison Iraheta     |
| 36 de Março  | Michael Sarver (2)  | Matt Giraud        | Scott MacIntyre     |
| 1º de Abril  | Megan Joy           | Anoop Desai        | Allison Iraheta (2) |
| 8 de Abril   | Scott MacIntyre (2) | Anoop Desai (2)    | Lil Rounds          |
| 15 de Abril² | Matt Giraud (2)     | Lil Rounds (2)     | Anoop Desai (3)     |
| 22 de Abril³ | Lil Rounds (3)      | Anoop Desai (4)    | Allison Iraheta (3) |
| 29 de Abril  | Matt Giraud (3)     | Adam Lambert       | Kris Allen          |
|              | Os quatro últimos   |                    |                     |
| 6 de Maio    | Allison Iraheta (4) |                    |                     |
| 13 de Maio4  | Danny Gokey         |                    |                     |
| 20 de Maio   | Adam Lambert (2)    | Kris Allen         |                     |

¹ Na primeira semana das finais, apesar de Anoop Desai e Megan Joy terem sido levados até o centro do palco como normalmente é feito com os menos votados, Ryan não deixou claro se eles eram mesmo dois dos menos votados.

² No dia 15 de Abril a "Salvação dos Jurados" foi usada pela primeira vez em benefício de Matt Giraud, sendo assim ninguém foi eliminado.

³ Como a "Salvação dos Jurados" foi usada para manter Matt Giraud na competição na semana anterior, dois participantes foram eliminados nesta semana, sendo eles Lil Rounds e Anoop Desai.

4 Assim como com Melinda Dollitle, participante da sexta temporada, Danny ficou em terceiro lugar sem ter ficado entre os menos votados nenhuma vez anteriormente.

### Nona temporada
A nona temporada teve sua estreia no dia 12 de Janeiro de 2010, mostrando as audições abertas na cidade de Boston. O estilo das semifinais voltou a ser o mesmo da 4ª a 7ª temporada e também voltou a ser utilizado o "save" que havia sido colocado na 8ª temporada.
O cantor Lee DeWyze, 24 anos, superou sua concorrente Crystal Bowersox no voto popular e venceu a nona temporada de American Idol. DeWyze se apresentou com uma versão de "Beautiful Day", do U2. A final terminou com várias homenagens ao jurado Simon Cowell, que se despedira do programa em mesmo ano.
| Data            | Três menos votados | Três menos votados | Três menos votados |
| 17 de Março     | Lacey Brown        | Paige Miles        | Tim Urban          |
| 24 de Março     | Paige Miles (2)    | Tim Urban (2)      | Katie Stevens      |
| 31 de Março     | Didi Benami        | Tim Urban (3)      | Katie Stevens (2)  |
| 7 de Abril¹     | Michael Lynche     | Andrew Garcia      | Aaron Kelly        |
| 14 de Abril²    | Andrew Garcia (2)  | Katie Stevens (3)  |                    |
| 21 de Abril     | Tim Urban (4)      | Casey James        | Aaron Kelly (2)    |
| 28 de Abril     | Siobhan Magnus     | Casey James (2)    | Mychael Lynche (2) |
| 5 de Maio       | Aaron Kelly (3)    | Michael Lynche (3) |                    |
| 12 de Maio      | Michael Lynche (4) |                    |                    |
| Três finalistas |                    |                    |                    |
| 19 de Maio      | Casey James (3)    |                    |                    |
| 25 de maio      | Crystal Bowersox   | Lee DeWyze         |                    |

¹No dia 7 de abril, a "Salvação dos Jurados" foi usada em benefício de Michael Lynche, sendo assim ninguém foi eliminado.

²Como a salvação foi usada em favor de Michael Lynche, dois foram eliminados na semana seguinte, sendo Andrew Garcia e Katie Stevens.

### Décima temporada
A décima temporada de American Idol veio com muitas novidades, inclusive os novos jurados (Jennifer Lopez e Steven Tyler do Aerosmith). O programa estreou no dia 27 de janeiro de 2011. Na semana do Top 24, houve um acontecimento inédito no American Idol: os 5 mais votados de cada sexo ganhavam uma vaga garantida e os 14 restantes concorrentes foram para o rodada Wild Card, na qual os jurados tiveram de escolher 3 concorrentes para formar o Top 13. Suas escolhas foram Ashthon Jones, Stefano Langone e Naima Adedapo. Os participantes contaram, em todas as semanas, com o apoio do produtor Jimmy Iovine, da Interscope Records, que atuou ao longo de toda a temporada como mentor residente, além de outras personalidades da música convidadas para auxiliar os participantes em datas específicas, como Kelly Clarkson, Marc Anthony, Lady Gaga, Beyoncé Knowles, Sheryl Crow e Carrie Underwood, a vencedora da 4ª temporada.
Esta foi a primeira temporada em que as inscrições foram permitidas a partir dos 15 anos, o que deu chance à concorrente Lauren Alaina inscrever-se e levou à realização da final com os concorrentes mais jovens da história do programa: Scotty McCreery, com 17 anos, e Lauren, com 16 anos.
No dia 25 de maio aconteceu a final, na qual quebrando o recorde com 120 milhões de votos Scotty McCreery foi eleito o campeão do American Idol 10 e Lauren Alaina a segunda colocada.
| Data         | Três menos votados  | Três menos votados  | Três menos votados |
| 10 de Março  | Ashthon Jones       | Haley Reinhart      | Karen Rodriguez    |
| 17 de Março  | Karen Rodriguez (2) | Haley Reinhart (2)  | Naima Adedapo      |
| 24 de Março¹ | Casey Abrams        | Stefano Langone     | Thia Megia         |
| 31 de Março² | Naima Adedapo (2)   | Thia Megia (2)      | Paul McDonald      |
| 7 de Abril³  | Pia Toscano         | Stefano Langone (2) | Jacob Lusk         |
| 14 de Abril  | Paul McDonald (2)   | Stefano Langone (3) | Haley Reinhart (3) |
| 21 de Abril  | Stefano Langone (4) | Jacob Lusk (2)      | Haley Reinhart (4) |

| Data            | Top 6              | Top 6           | Top 6 |
| 28 de Abril     | Casey Abrams (2)   |                 |       |
| 5 de Maio       | Jacob Lusk (3)     | Lauren Alaina   |       |
| 12 de Maio      | James Durbin       |                 |       |
| Três finalistas |                    |                 |       |
| 19 de Maio      | Haley Reinhart (5) |                 |       |
| 25 de Maio      | Lauren Alaina (2)  | Scotty McCreery |       |

¹No dia 24 de março, a "Salvação dos Jurados" foi usada em benefício de Casey Abrams, sendo assim ninguém foi eliminado.

²Como a salvação foi usada em favor de Casey Abrams, dois foram eliminados na semana seguinte, sendo Naima Adedapo e Thia Megia.

### Décima primeira temporada
A décima primeira temporada de American Idol estreou no dia 18 de janeiro de 2012, com os mesmos jurados da edição anterior. A grande novidade do programa ficou por conta do número de semifinalistas: exclusivamente, ao invés de 24 concorrentes, houve um Top 25 na semifinal, já que o participante Jermaine Jones foi trazido de volta após os 12 homens e 12 mulheres já terem sido escolhidos pelo trio de jurados. O sistema a partir daí foi o mesmo da edição anterior: 5 homens e 5 mulheres foram escolhidos como finalistas pelo público e outros 3 participantes foram escolhidos pelos jurados para fechar o Top 13. As escolhas foram Erika Van Pelt, Jeremy Rosado e DeAndre Brackensick. Mais uma vez o produtor Jimmy Iovine atuou como mentor residente e agora também como uma espécie de analista, sempre nos dias seguinte a noite de shows. Muitas personalidades da música foram auxiliares convidados, como Mary J. Blige, will.i.am, Diddy, Stevie Nicks, Gwen Stefani e Akon.
Uma grande polêmica ocorreu quando o candidato Jermaine Jones, o mesmo que havia sido trazido de volta após o corte final para o Top 24, foi desqualificado do programa já na fase final por não ter divulgado para a produção do programa seu histórico criminal: o candidato tinha mais de uma passagem pela polícia.
Essa temporada foi marcada pelo equilíbrio entre os competidores. Cerca de uma semana antes da final, o diretor Nygel Lythgoe revelou que os finalistas Phillip Phillips e Jessica Sanchez não foram necessariamente os mais votados em todas as semanas. Ainda segundo o produtor, os mais votados variaram de semana para semana, com Colton Dixon, Skylar Laine, Joshua Ledet e Elise Testone liderando a disputa em algum momento da competição.
| Data            | Três menos votados              | Três menos votados  | Três menos votados  |
| 8 de Março (M)¹ | Jeremy Rosado                   | Jermaine Jones      | Joshua Ledet        |
| 8 de Março (F)¹ | Elise Testone                   | Shannon Magrane     | Erika Van Pelt      |
| 15 de Março     | Jermaine Jones (desqualificado) |                     |                     |
|                 | Shannon Magrane (2)             | Erika Van Pelt (2)  | Elise Testone (2)   |
| 22 de Março     | Erika Van Pelt (3)              | Heejun Han          | DeAndre Brackensick |
| 29 de Março     | Heejun Han (2)                  | Hollie Cavanagh     | Skylar Laine        |
| 5 de Abril      | DeAndre Brackensick (2)         | Elise Testone (3)   | Hollie Cavanagh (2) |
| 12 de Abril²    | Jessica Sanchez                 | Elise Testone (4)   | Joshua Ledet (2)    |
| 19 de Abril³    | Colton Dixon                    | Hollie Cavanagh (3) | Elise Testone (5)   |
| 26 de Abril     | Elise Testone (6)               | Hollie Cavanagh (4) | Skylar Laine (2)    |

| Data            | Top 5               | Top 5               | Top 5 |
| 3 de Maio       | Skylar Laine (3)    | Hollie Cavanagh (5) |       |
| 10 de Maio      | Hollie Cavanagh (6) |                     |       |
| Três finalistas |                     |                     |       |
| 17 de Maio      | Joshua Ledet (3)    |                     |       |
| 23 de Maio      | Jessica Sanchez (2) | Phillip Phillips    |       |

¹No dia 8 de março, o sistema de eliminação foi diferente: foram conhecidos os três homens menos votados e as três mulheres menos votadas. Os menos votados de cada sexo, então, iriam para a escolha do júri que salvaria um. Dentre Jeremy Rosado e Elise Testone, os jurados decidiram que Jeremy deixaria o programa.

²No dia 12 de abril, a "Salvação dos Jurados" foi usada em benefício de Jessica Sanchez, sendo assim ninguém foi eliminado.

³Mesmo após a "Salvação dos Jurados" na semana anterior, apenas um candidato foi eliminado, devido à anterior desqualificação de Jermaine Jones.

### Décima segunda temporada
Na primeira semana de julho de 2012, foi confirmada a presença da cantora Mariah Carey na nova bancada de jurados do American Idol, ocupando o lugar deixado por Jennifer Lopez. Carey foi contratada pelo valor de aproximadamente US$ 18 milhões, se tornando a mais bem paga jurada do mundo. Durante algum tempo, foi especulada a presença de muitos cantores, entre eles, Katy Perry, Justin Bieber e Nicki Minaj. Na primeira semana do mês de setembro de 2012, foi confirmada a presença de outros dois jurados, sendo eles Nicki Minaj e Keith Urban, contratados pelo preço de aproximadamente US$ 10 milhões e US$ 5 milhões, respectivamente. Logo após o anúncio dos novos jurados, foi confirmada a permanência de Randy Jackson, por um preço não divulgado. Muitos criticaram a contratação de Nicki Minaj para a bancada de jurados, pois alegavam que Minaj não seria qualificada para tal cargo, porém, a bancada foi mantida e as gravações já iniciadas. Contudo, após o início do programa, alguns críticos chegaram a qualificar Minaj como uma das melhores juradas que o programa teve desde Simon.
Pela primeira vez, os participantes foram divididos por sexo desde a Hollywood Week. Em Las Vegas, foi introduzida uma nova fase do programa nomeada Sudden Death (Morte Súbita), onde os 20 melhores homens e as 20 melhores mulheres cantaram individualmente e ao vivo para uma plateia de 1.500 pessoas no Mirage, um famoso hotel e cassino da cidade. Ao final desta fase, o número de participantes foi cortado pela metade em uma seleção dos jurados e aqueles que avançaram tornaram-se semifinalistas do programa e escolhidos pelo público para a fase final, como nos anos anteriores.
| Data         | Tres menos votados | Tres menos votados | Tres menos votados |
| 14 de Março  | Curtis Finch, Jr.  | Devin Velez        | Paul Jolley        |
| 21 de Março¹ | Paul Jolley (2)    | Devin Velez (2)    | Amber Holcomb      |
| 28 de Março  | Devin Velez (3)    | Lazaro Arbos       | Burnell Taylor     |
| 4 de Abril   | Burnell Taylor (2) | Janelle Arthur     |                    |
| 11 de Abril  | Lazaro Arbos (2)   | Amber Holcomb (2)  |                    |

| Data            | Top 5              | Top 5          | Top 5 |
| 18 de Abril     | Janelle Arthur (2) | Kree Harrison  |       |
| 25 de Abril²    | Amber Holcomb (3)  | Candice Glover |       |
| 2 de Maio       | Amber Holcomb (4)  |                |       |
| Três finalistas |                    |                |       |
| 9 de Maio       | Angie Miller       |                |       |
| 16 de Maio      | Kree Harrison (2)  | Candice Glover |       |

¹No dia 21 de março, foi anunciado que Devin e Amber estavam entre os três menos votados, mas não foi anunciado quem estava em antepenúltimo e penúltimo.

²No dia 25 de abril, foi anunciado que Amber e Candice eram as menos votadas, porém nenhuma delas foi eliminada já que a "Salvação dos Jurados" não foi utilizada na temporada. O apresentador Ryan Seacrest, contudo, deixou claro que os votos da semana do dia 25 de abril não foram desperdiçados e contaram para a semana seguinte.

### Décima terceira temporada
A décima terceira temporada estreou em 15 de janeiro de 2014. Mariah Carey e Nicki Minaj não retornaram como juradas para esta temporada, enquanto o ex-jurado Randy Jackson tornou-se o mentor depois que Jimmy Iovine não retornou. Keith Urban voltou para a comissão julgadora, juntando-se a ex-jurada Jennifer Lopez e Harry Connick, Jr. . Seguindo as partidas dos produtores executivos Nigel Lythgoe e Ken Warwick , Per Blankens tornou-se produtor executivo e foi acompanhado por Jesse Ignjatovic e Evan Pragger. Bill DeRonde foi substituído Warwick como diretor dos episódios de audição, enquanto Louis J. Horvitz substituído Gregg Gelfand como diretor do programa.
Esta foi a primeira temporada em que foram permitidos aos competidores realizar nas rodadas finais músicas que eles mesmos escreveram. No Top 8, Sam Woolf foi o menos votado, mas ele foi salvo pelos juízes.
| Data            | Três menos votados | Três menos votados | Três menos votados |
| 27 de Fevereiro | Kristen O'Connor   | Malaya Watson      | MK Nobilette       |
| 6 de Março      | Emily Piriz        | MK Nobilette (2)   | Jena Irene         |
| 13 de Março     | Ben Briley         | Majesty Rose       | Sam Woolf          |
| 20 de Março     | MK Nobilette (3)   | Dexter Roberts     | Majesty Rose (2)   |
| 27 de Março¹    | Majesty Rose (3)   | C.J. Harris        | Sam Woolf (2)      |
| 3 de Abril²     | Sam Woolf (3)      | C.J. Harris (2)    | Malaya Watson (2)  |
| 10 de Abril     | Malaya Watson (3)  | C.J. Harris (3)    |                    |
| 17 de Abril     | Dexter Roberts (2) | Jessica Meuse      |                    |
| 24 de Abril     | C.J. Harris (4)    | Jessica Meuse (2)  |                    |

| Data            | Top 5             | Top 5         | Top 5 |
| 1 de Maio       | Sam Woolf (4)     |               |       |
| 8 de Maio       | Jessica Meuse (3) |               |       |
| Três finalistas |                   |               |       |
| 15 de Maio      | Alex Preston      |               |       |
| 21 de Maio      | Jena Irene        | Caleb Johnson |       |

¹No dia 27 de março, foi anunciado que C.J. Harris e Malaya Watson estavam entre os três menos votados, mas não foi anunciado quem estava em antepenúltimo e penúltimo.

²No dia 3 de abril, foi anunciado que Sam Woolf, C.J. Harris e Malaya Watson eram os menos votados, porém nenhum deles foi eliminado, pois a "Salvação dos Jurados" foi usado a favor de Sam. Não foi anunciado quem estava em antepenúltimo e penúltimo.

## Jurados
Durante quase oito anos a bancada de jurados do American Idol foi conhecida pela formação com o executivo Simon Cowell, a cantora e dançarina Paula Abdul e o baixista e produtor musical Randy Jackson. Em 2009, a cantora e produtora musical Kara DioGuardi se juntou ao time, que teve a baixa de Abdul antes mesmo do término da oitava temporada. Para o ano seguinte, a apresentadora de televisão Ellen DeGeneres a substituiu, porém ela só durou uma temporada (incompleta) como jurada. Quem também deixou o programa em sua nona edição foi Cowell, com o intuito de se dedicar à produção da versão norte-americana do The X Factor. Assim, a décima temporada, em 2011, voltou a ter somente três jurados: o remanescente Randy Jackson ao lado de duas novidades, a cantora e atriz Jennifer Lopez e o cantor e multi-instrumentista Steven Tyler. Essa formação se repetiu no ano seguinte, mas foi mudada para a décima segunda temporada. Mais uma vez, Jackson foi o único a permanecer e desta vez ganhou as companhias da cantora diva Mariah Carey, da rapper Nicki Minaj e do cantor Keith Urban. Para 2014, a bancada de jurados sofreu nova mudança: Urban foi o único a seguir no programa, que contou com o retorno de Jennifer Lopez e a adição do cantor e ator Harry Connick, Jr.. A décima terceira temporada foi a primeira sem nenhum dos três jurados originais. Na décima quarta e décima quinta temporadas, Urban, Lopez e Connick, Jr. retornaram ao programa.
| Jurado(a)          | Temporadas | Temporadas | Temporadas | Temporadas | Temporadas | Temporadas | Temporadas | Temporadas | Temporadas | Temporadas | Temporadas | Temporadas | Temporadas | Temporadas | Temporadas | Temporadas | Temporadas | Temporadas | Temporadas | Temporadas | Temporadas | Temporadas | Temporadas |
| Jurado(a)          | 1          | 2          | 3          | 4          | 5          | 6          | 7          | 8          | 9          | 10         | 11         | 12         | 13         | 14         | 15         | 16         | 17         | 18         | 19         | 20         | 21         | 22         | 23         |
| ------------------ | ---------- | ---------- | ---------- | ---------- | ---------- | ---------- | ---------- | ---------- | ---------- | ---------- | ---------- | ---------- | ---------- | ---------- | ---------- | ---------- | ---------- | ---------- | ---------- | ---------- | ---------- | ---------- | ---------- |
| Simon Cowell       |            |            |            |            |            |            |            |            |            |            |            |            |            |            |            |            |            |            |            |            |            |            |            |
| Paula Abdul        |            |            |            |            |            |            |            |            |            |            |            |            |            |            |            |            |            |            |            |            |            |            |            |
| Randy Jackson      |            |            |            |            |            |            |            |            |            |            |            |            |            |            |            |            |            |            |            |            |            |            |            |
| Kara DioGuardi     |            |            |            |            |            |            |            |            |            |            |            |            |            |            |            |            |            |            |            |            |            |            |            |
| Ellen DeGeneres    |            |            |            |            |            |            |            |            |            |            |            |            |            |            |            |            |            |            |            |            |            |            |            |
| Jennifer Lopez     |            |            |            |            |            |            |            |            |            |            |            |            |            |            |            |            |            |            |            |            |            |            |            |
| Steven Tyler       |            |            |            |            |            |            |            |            |            |            |            |            |            |            |            |            |            |            |            |            |            |            |            |
| Mariah Carey       |            |            |            |            |            |            |            |            |            |            |            |            |            |            |            |            |            |            |            |            |            |            |            |
| Nicki Minaj        |            |            |            |            |            |            |            |            |            |            |            |            |            |            |            |            |            |            |            |            |            |            |            |
| Keith Urban        |            |            |            |            |            |            |            |            |            |            |            |            |            |            |            |            |            |            |            |            |            |            |            |
| Harry Connick, Jr. |            |            |            |            |            |            |            |            |            |            |            |            |            |            |            |            |            |            |            |            |            |            |            |
| Katy Perry         |            |            |            |            |            |            |            |            |            |            |            |            |            |            |            |            |            |            |            |            |            |            |            |
| Luke Bryan         |            |            |            |            |            |            |            |            |            |            |            |            |            |            |            |            |            |            |            |            |            |            |            |
| Lionel Richie      |            |            |            |            |            |            |            |            |            |            |            |            |            |            |            |            |            |            |            |            |            |            |            |
| Carrie Underwood   |            |            |            |            |            |            |            |            |            |            |            |            |            |            |            |            |            |            |            |            |            |            |            |
| Legenda: Fox — ABC |            |            |            |            |            |            |            |            |            |            |            |            |            |            |            |            |            |            |            |            |            |            |            |